# Carl Wilhelm
Pour les articles homonymes, voir Wilhelm.
Carl Wilhelm, né le 9 février 1872 à Vienne, Autriche-Hongrie, et mort en 1936, est un réalisateur autrichien.

## Filmographie partielle
- 1920 : Die Sippschaft
- 1928 : Es zogen drei Burschen
- 1929 : Drei machen ihr Glück
- 1929 : Der Zigeunerprimas
- 1931 : Die Firma heiratet